# Ferocactus peninsulae

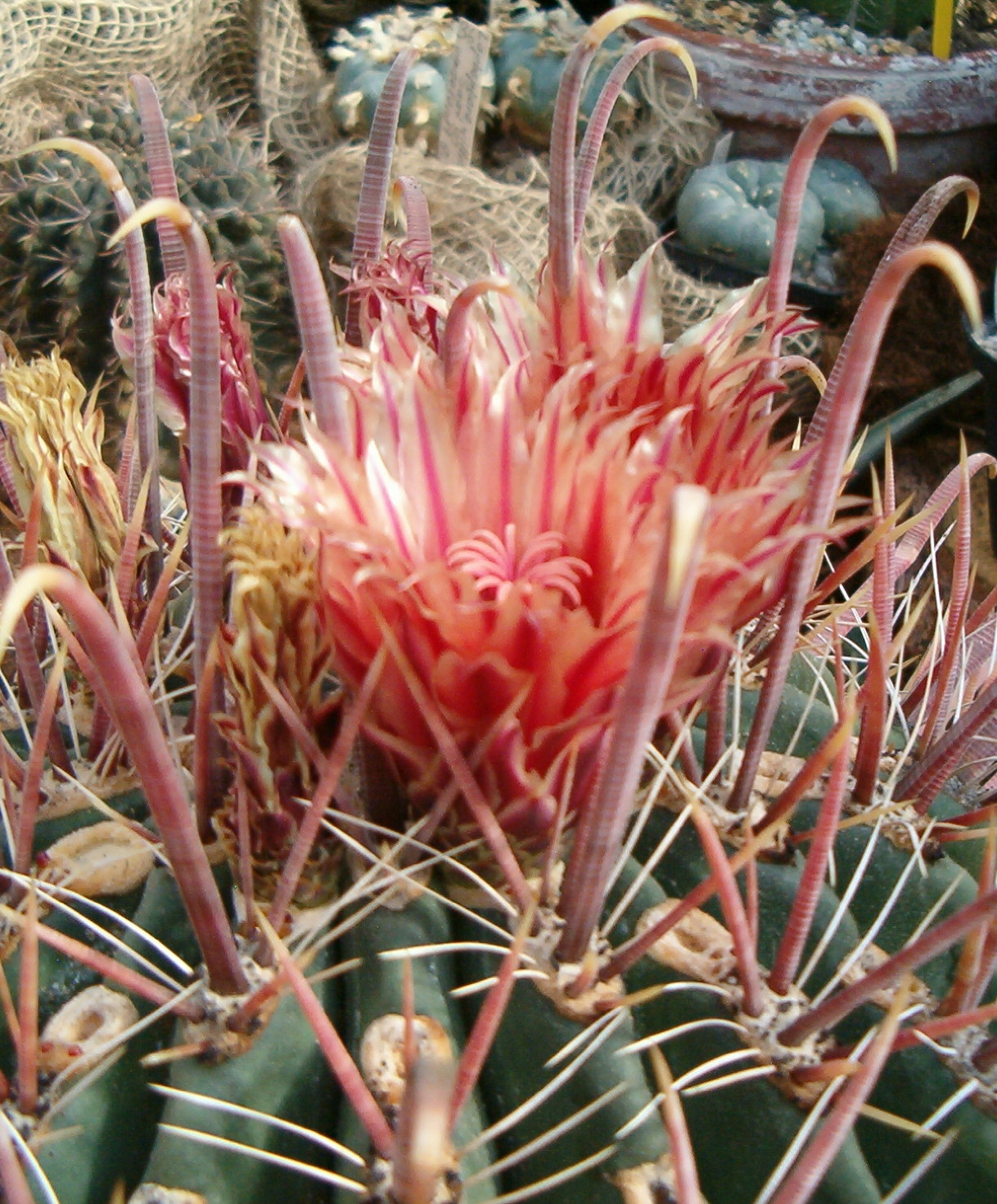
Blüte

Ferocactus peninsulae ist eine Pflanzenart aus der Gattung Ferocactus in der Familie der Kakteengewächse (Cactaceae). Das Artepitheton peninsulae stammt aus dem Lateinischen, bedeutet ‚Halbinsel‘ und verweist auf das Vorkommen der Art auf der Halbinsel Baja California.

## Beschreibung
Ferocactus peninsulae wächst einzeln mit ei- bis keulenförmigen, sich zur Spitze hin verjüngenden Trieben und erreicht bei Durchmessern von 40 Zentimetern gewöhnlich eine Wuchshöhe von bis zu 70 Zentimeter. Selten werden Wuchshöhen bis zu 2,5 Meter erreicht. Es sind 12 bis 20 auffällige, tiefe Rippen vorhanden. Die Dornen sind gräulich rot und weisen eine gelbliche Spitze auf oder sind weißlich gefärbt. Die vier über Kreuz stehenden, geraden Mitteldornen sind gebändert und 4 bis 15 Zentimeter lang. Der unterste Mitteldorn ist abgeflacht und hakenförmig gebogen. Die 6 bis 13 unterschiedlichen, schlanken Randdornen sind gelegentlich verdreht und borstenartig.
Die trichterförmigen Blüten sind rot bis gelb und besitzen einen orangefarbenen bis roten Mittelstreifen. Sie erreichen eine Länge von 5 bis 6 Zentimeter. Die bis zu 4,5 Zentimeter langen gelben Früchte sind kugelförmig.

## Verbreitung, Systematik und Gefährdung
Ferocactus peninsulae ist im mexikanischen Bundesstaat Baja California Sur verbreitet.
Die Erstbeschreibung als Echinocactus peninsulae erfolgte 1896 durch Frédéric Albert Constantin Weber. Nathaniel Lord Britton und  Joseph Nelson Rose stellten die Art 1922 in die Gattung Ferocactus.
In der Roten Liste gefährdeter Arten der IUCN wird die Art als „Least Concern (LC)“, d. h. als nicht gefährdet geführt.

## Nachweise